# سیمنت (اکلاهما)
سیمنت(به انگلیسی: Cement) شهری در ایالت اکلاهما کشور ایالات متحده آمریکا است که جمعیت آن در سرشماری سال ۲۰۱۰ میلادی، ۵۰۱ نفر بوده‌است.